# زرقون

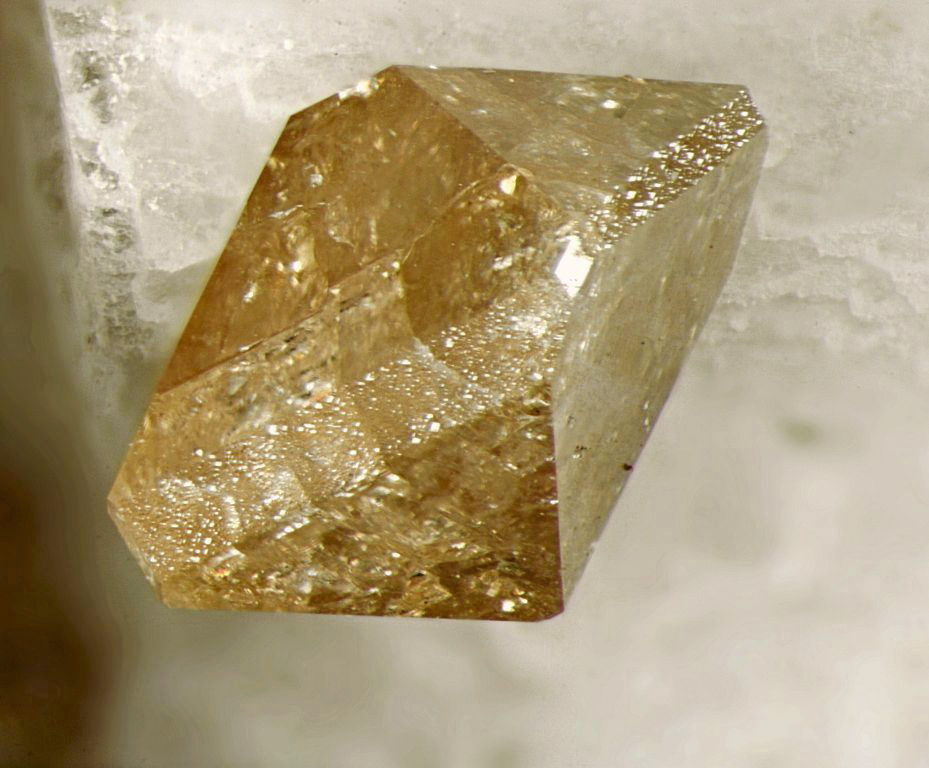
حجر زركون من كندا

الزرقون هو اسم تاريخي يشير في كتب التراث في علم الجواهر إلى أحجار الزركون التي كانت تصقل على شكل أحجار كريمة.
إن اسم زرقون مشتق من اللغة الفارسية، بمعنى «شبيه الذهب». وتشتق تسمية معدن الزركون وعنصر الزركونيوم من الزرقون.
عادة ما يتفاوت لون أحجار الزرقون بين الأخضر والبني والأصفر، والبعض منها عديم اللون؛ ولكن لا تحمل اللون الأحمر، والمميز لأحجار معدن جاسينث الزركونية.